# 米海洛-拉里涅
47°6′34″N 32°12′19″E / 47.10944°N 32.20528°E
米哈伊洛-拉里內（烏克蘭語：Михайло-Ларине）是位於烏克蘭南部尼古拉耶夫州裏尼古拉耶夫區的村莊，面積0.12平方公里，海拔高度27米，2001年人口1,918，人口密度每平方公里15,983.3人。